# Cal Penyasco
Cal Penyasco és una obra del municipi de Sant Boi de Llobregat (Baix Llobregat) inclosa en l'Inventari del Patrimoni Arquitectònic de Catalunya.

## Descripció
Es tracta d'un casal de planta baixa i dos pisos amb coberta a dues aigües. La seva façana principal, amb un cos adossat a cada costat, utilitza motius decoratius de caràcter medievalista, característics de l'eclecticisme de finals del segle xix. Al mig de la façana s'obre un gran balcó, amb tres àguiles bicèfales esculpides a la barana calada, i una fornícula que corona la façana i conté una imatge. A llevant s'hi adossa la capella d'inspiració neoclàssica.

## Història
Hi ha notícies de la masia de l'any 1900 al cadastre.